# Jean Pierre de Selve
Pour les articles homonymes, voir Selve.

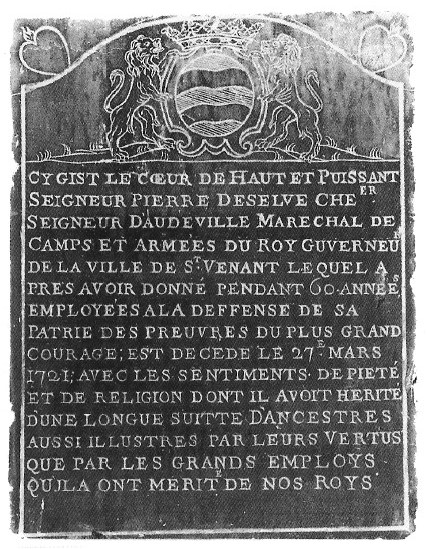
Audeville, 45, chœur de l'église, épitaphe Jean Pierre de SELVE (1647-1721)

(Jean) Pierre de Selve, (1647 - 27 mars 1721 à Saint-Venant, Pas-de-Calais), seigneur d'Audeville (Loiret) en Beauce, est un officier général français de la guerre de succession d'Espagne.

## Biographie
Chevalier de Saint-Louis en 1700 avec mille livres de pension, lieutenant-colonel du régiment de Picardie, brigadier des armées du roi, en 1704 il défendit Saint-Venant, dont il fut fait gouverneur en 1710, ayant été fait maréchal de camp des armées du roi le 15 avril 1710 et n'en sortit que le 2 octobre 1710 avec tous les honneurs de la guerre, après un long siège pour une telle place. Il défendit Bouchain (Nord) en 1711, siège imposé par le duc de Marlborough, y fut fait prisonnier de guerre et mourut dans son gouvernement de Saint-Venant le 21 mars 1721, âgé de 74 ans, laissant 4 orphelins dont 2 mineurs. 
Marié par contrat le 18 juillet 1716 avec Françoise Eléonore Arnaud Rety, née en 1704, décédée en 1775, fille de Thomas Arnaud Rety, lieutenant du roi de la ville de Saint-Venant, chevalier de l'Ordre de Saint-Louis, et de Marie d'Estau, dont deux fils et deux filles : Pierre, Jean Baptiste, (prénoms des filles ?) dont : 
- Pierre de Selve, Marquis d'Audeville 1718-1791
- Jean Baptiste de Selve, seigneur en partie, d'Audeville (Loiret) 1719 ou 1721-1763
- x de Selve (fille)
- x de Selve (fille)

Décédé le 27 mars 1721 à Saint-Venant, Pas-de-Calais, à l'âge de 74 ans)
La plaque funéraire de Pierre de Selve, seigneur d'Audeville à Audeville (Loiret) est inscrite à l'inventaire des Monuments Historiques et conservée dans l'église du village avec pour épitaphe : 
« CY GIST LE CŒUR DE HAUT ET PUISSANT SEIGNEUR PIERRE DESELVE, CHEVALIER, SEIGNEUR D'AUDEVILLE, MARÉCHAL DE CAMPS ET ARMÉES DU ROY, GOUVERNEUR DE LA VILLE DE ST VENANT, LEQUEL APRES AVOIR DONNE PENDANT 60 ANNÉES EMPLOYÉES À LA DÉFENSE DE SA PATRIE DES PREUVES DU PLUS GRAND COURAGE; EST DÉCÉDÉ LE 27 mars 1721; AVEC LES SENTIMENTS DE PIÉTÉ ET DE RELIGION DONT IL AVOIT HÉRITÉ D'UNE LONGUE SUITE D'ANCESTRES AUSSI ILLUSTRES PAR LEURS VERTUS QUE PAR LES GRANDS EMPLOYS QU'IL A ONT MERITÉ DE NOS ROYS ».